# Frédéric de Hesse-Darmstadt (cardinal)
Pour les articles homonymes, voir Frédéric de Hesse-Darmstadt.
Friedrich von Hessen-Darmstadt (né le 28 février 1616 à Darmstadt, en Allemagne et mort le 19 février 1682 à l'âge de 65 ans à Breslau, aujourd'hui Wrocław, en Pologne) est un cardinal allemand du XVIIe siècle. Il est le fils cadet du premier mariage du landgrave protestant Louis V de Hesse-Darmstadt et Madeleine de Brandebourg. Friedrich est membre de l'ordre de Saint-Jean de Jérusalem.

## Biographie
Après s'être converti au catholicisme à l'âge de 20 ans, il entra dans l'ordre de Saint-Jean de Jérusalem. Frédéric de Hesse-Darmstadt est prieur de son Ordre en Allemagne à partir de 1647. Il est préfet des galères de Malte. Il devient, par la suite, amiral de la flotte orientale et des galères d'Espagne et préfet de Sardaigne.
Le pape Innocent X le crée cardinal lors du consistoire du 19 février 1652. Il est élu prince-évêque de Breslau en 1673. Le cardinal de Hesse-Darmstadt participe au conclave de 1655, lors duquel Alexandre VII est élu pape, et à ceux de 1667 (Clément IX), de 1669-1670 (Clément X) et de 1676 (élection d'Innocent XI) .

## Littérature
- (de) Ulrich Köchli, « Friedrich von Hessen-Darmstadt », dans Biographisch-Bibliographisches Kirchenlexikon (BBKL), vol. 23, Nordhausen, 2004 (ISBN 3-88309-155-3, lire en ligne), colonnes 424–433
- Ulrich Köchli: Trophäe im Glaubenskampf? Der Konvertit und Kardinal Friedrich Landgraf von Hessen-Darmstadt (1616-1682). In: Arne Karsten (Hrsg.): Die Jagd nach dem roten Hut. Vandenhoeck und Ruprecht, Göttingen 2004,  (ISBN 3-525-36277-3).
- Friedrich Noack: Kardinal Friedrich von Hessen, Großprior in Heitersheim. In: Zeitschrift für die Geschichte des Oberrheins, Neue Folge, 41 (1928), S. 341–386.

### Sources
- (en) Fiche du cardinal sur le site fiu.edu